# Palais Rochow

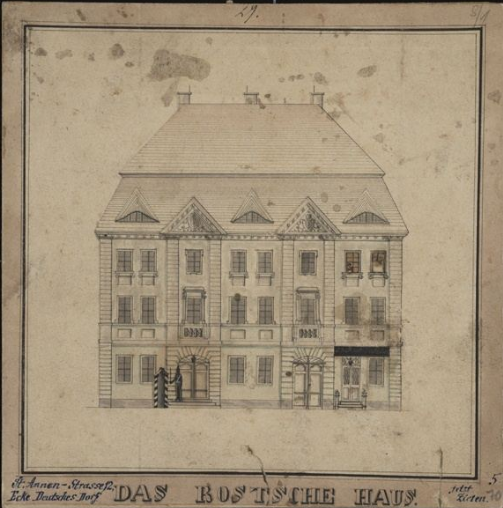
Ansicht der Fassade zur Sankt-Annen-Straße

Das Palais Rochow war ein Stadtpalais in Brandenburg an der Havel, das während der Kampfhandlungen im Zweiten Weltkrieg zerstört wurde. Es befand sich in der Brandenburger Neustadt an der Ecke Sankt-Annen-Straße/Deutsches Dorf. Das Grundstück beherbergt heute ein mehrgeschossiges Wohn- und Geschäftshaus. Erhalten ist lediglich die bauzeitliche Kelleranlage, die unter Denkmalschutz steht. 

## Geschichte und Beschreibung
Das Palais Rochow, ein prächtiges Stadtpalais, wurde im Jahr 1789 auf Veranlassung des Gutsbesitzers Friedrich Eberhard von Rochow erbaut. Obwohl es in die Zeit des frühen Klassizismus fiel, zeigte es sich in einem ausgesprochen barocken Gewand.
Die Fassade des Palais hatte zur Sankt-Annen-Straße acht und zum Deutschen Dorf neun Achsen. Das Gebäude hatte drei Vollgeschosse und ein hohes Mansarddach, sodass es die zumeist zweigeschossige Nachbarbebauung überragte. Die symmetrische Fassade zur Sankt-Annen-Straße war mit gequaderten Lisenen gegliedert und wies in der dritten und sechsten Achse je einen Risalit auf, der von einem Dreiecksgiebel gekrönt war. Im rechten Risalit befand sich eine Durchfahrt, während sich das Eingangsportal im linken Risalit befand. Die Nebenachsen waren mit Brüstungsspiegeln versehen, die im 19. Jahrhundert teilweise mit neobarockem Stuck gefüllt wurden. Darüber hinaus unterstrichen vorgeblendete Balustraden und von Volutenkonsolen gestützte Verdachungen in den Risaliten den vornehmen Charakter der Hauptfassade. Im Vergleich zur Fassade zur Sankt-Annen-Straße war die Fassade zum Deutschen Dorf wesentlich schlichter gestaltet.
Bereits Mitte des 19. Jahrhunderts beheimatete das Erdgeschoss des Palais Läden, darunter die Läden von Kaufmann Rost und später vom Seifenhändler Zieten nach dem Konkurs von Kaufmann Rost im Jahr 1842. Beide Namen werden auf dem rechts gezeigten Blatt erwähnt („das Rostsche Haus“). Das Gebäude wurde im Jahr 1945 zerstört und ist heute nicht mehr erhalten. Die bauzeitliche Kelleranlage ist noch vorhanden.